# Dialetto francese acadiano
     Monolingua francese
     Fascia bilingue franco-inglese
     Monolingua inglese
     Aree scarsamente popolate(<0,4 abitanti/km²)

Attuale bandiera della comunità acadiana

distribuzione geografica del francese canadese (tutte le varietà):
Monolingua francese
Fascia bilingue franco-inglese
Monolingua inglese
Aree scarsamente popolate(<0,4 abitanti/km²)

Il francese acadiano (français acadien) è la varietà di francese parlata dagli acadiani, nome che tradizionalmente designa i francofoni residenti nelle province marittime del Canada (Nuovo Brunswick, Nuova Scozia, Isola del Principe Edoardo). Esso è tuttavia parlato anche in alcune zone limitrofe del Québec (Baie des chaleurs, Basse-Cote-Nord, Îles de la Madeleine) e nelle comunità francofone dello Stato del Maine (Stati Uniti d'America).

## Descrizione
In tutto il resto del Canada francofono la varietà parlata è invece quella québecoise, con l'eccezione di Terranova, dove è presente una piccola comunità francofona che mantiene un dialetto proprio, detto appunto dialetto francese di Terranova.
Come le altre varietà linguistiche derivate dalla colonizzazione francese del Nordamerica esso ha seguito, a partire dalla lingua parlata dai primi coloni, una propria evoluzione rispetto al francese della madrepatria. È possibile in particolare ravvisare alcuni tratti arcaizzanti, che riflettono caratteristiche proprie del francese seicentesco e settecentesco, tanto che ai francofoni europei l'acadiano suona per certi versi simile alla lingua in cui scrivevano le proprie opere Rabelais e Molière: ciò è dovuto alla situazione di isolamento dall'originaria madrepatria in cui si ritrovò l'Acadia (come del resto il Quebec) in seguito al passaggio di queste terre alla corona inglese. Per questo motivo, quando è parlato nella sua forma dialettale più stretta, il francese acadiano è solo parzialmente comprensibile da parte degli altri francofoni, non solo da quelli europei, ma anche da quelli canadesi.
Il motivo per cui le varietà di francese acadiana e québecoise siano rimaste distinte nei secoli, nonostante siano parlate in aree geografiche confinanti e circondate da territori anglofoni, risiede probabilmente nel fatto che, sia ai tempi della Nuova Francia sia sotto la successiva dominazione inglese, l'Acadia ed il Quebec rimasero realtà amministrative distinte, ciascuna caratterizzata da una propria identità separata.
Dal francese acadiano è derivato anche la lingua francese cajun, la varietà di francese parlata dalle comunità francofone della Louisiana, dove numerosi acadiani si rifugiarono dopo essere stati espulsi dal governo coloniale britannico durante la guerra franco-indiana. La parola "cajun" è un anglicismo derivato dalla pronuncia acadiana della parola acadien (acadjonne).